# Tunes of Glory
Tunes of Glory és una pel·lícula britànica dirigida per Ronald Neame, estrenada l'any 1960.

## Argument
Tunes of Glory narra la vida d'un regiment escocès en una guarnició imaginària, copiada del Castell de Stirling, i més exactament un drama psicològic entre dos oficials en les antípodes de l'escala social.
La pel·lícula s'obre una tarda ordinària a la cantina dels oficials, whisky, sopar, danses escoceses sota els sons de les cornamuses. El Major Jock Sinclair, comandant interí de la guarnició, passa de fet la seva última tarda de comandament, a la vetlla de l'arribada del nou cap de la plaça, el Tinent-Coronel Barrow. Ara bé, aquest arriba de cop i volta el mateix vespre, i trenca la tarda de Sinclair.
En una vana resistència, Sinclair perd inexorablement l'amistat o el respecte de tota la guarnició, fins i tot l'afecte de la seva filla, enamorada d'un simple cornamusaire.
Sinclair percep llavors, que en el seu oposició amb Barrow, aquest estan en fa dos tipus d'oficials que es calibren: ell l'home de tropa, jove cornamusaire que va guanyar els seus galons a tots els combats fins al recent El-Alamein, davant del tinent-coronel Barrow, que succeeix així al seu pare, l'antic coronel Barrow, al cap del mateix regiment. Soldat model, puntillós en matèria de disciplina i d'autoritat, Sinclair observa amb dolor la ineptitud del patrici altiu al qual ha de sotmetre's.
Quan el coronel Barrows, comprovant la seva incapacitat com oficial, posa fi als seus dies, Sinclair retroba el comandament.

## Repartiment
- Alec Guinness: Major Jock Sinclair
- John Mills: Tinent-Coronel Basil Barrow
- Dennis Price: Major Charles "Charlie" Scott
- Kay Walsh: Mary Titterington
- John Fraser: Caporal Ian Fraser, jugador de cornamusa
- Susannah York: Morag Sinclair
- Gordon Jackson: Capità Jimmy Cairns
- Duncan Macrae: Major Duncan MacLean
- Percy Herbert: Sergent Major Riddick
- Allan Cuthbertson: Capità Eric Simpson
- Paul Whitsun-Jones: Major "Dusty" Miller
- Gerald Harper: Major Hugo MacMillan
- John Harvey: Sergent Finney
- Andrew Keir: Caporal Campbell

## Premis i nominacions

### Premis
- Mostra de Venècia 1960: John Mills per la Copa Volpi per la millor interpretació masculina

### Nominacions
- Oscars 1961: James Kennaway per l'Oscar al millor guió adaptat
- BAFTA 1961: 
  - Alec Guinness i John Mills pel BAFTA al millor actor
  - BAFTA a la millor pel·lícula
  - BAFTA de la millor pel·lícula britànica
  - James Kennaway pel BAFTA al millor guió
- Mostra de Venècia 1960: Lleó d'Or